# Tina dissitiflora
Tina dissitiflora är en kinesträdsväxtart som först beskrevs av John Gilbert Baker, och fick sitt nu gällande namn av Callm. & Buerki. Tina dissitiflora ingår i släktet Tina och familjen kinesträdsväxter. Inga underarter finns listade i Catalogue of Life.